# Ponte di Oberzeiring
Il ponte di Oberzeiring attraversa il fiume Blabach a Oberzeiring, 20 km a nord-ovest di Judenburg (Stiria, Austria). Il cosiddetto "Ponte Romano", che presenta una struttura ad arco ed è costituito in pietra, risale probabilmente all'epoca romana  ed è un monumento preservato dal programma di Protezione dei beni culturali.

## Posizione
Il ponte collega i comuni di Oberzeiring e Pöls-Oberkurzheim, attraversando il fiume Blabach.

## Datazione
La datazione del ponte è incerta. Oberzeiring è stata fondata ben prima dell'epoca romana. Un'antica strada principale romana, la "Via Norica", conduceva direttamente  all'insediamento di Unterzeiring . Alcuni autori hanno fatto riferimento a Unterzeiring con il toponimo romano Viscella, il quale tuttavia non è probabilmente corretto.